# Arbanasce
Arbanasce (en serbe cyrillique : Арбанасце) est un village de Serbie situé dans la municipalité de Merošina, district de Nišava. Au recensement de 2011, il comptait 506 habitants.

## Démographie

### Évolution historique de la population
| 1948 | 1953 | 1961 | 1971 | 1981 | 1991 | 2002 | 2011 |
| ---- | ---- | ---- | ---- | ---- | ---- | ---- | ---- |
| 614  | 653  | 724  | 733  | 694  | 679  | 568  | 506  |

|  |